# Kamenari, Veliko Tărnovo
Kamenari (în bulgară Каменари) este un sat în comuna Elena, regiunea Veliko Tărnovo,  Bulgaria. 

## Demografie
Componența etnică a satului Kamenari
     Turci (42,42%)
     Bulgari (50,64%)
     Romi (2,16%)
     Nicio identificare (4,76%)
La recensământul din 2011, populația satului Kamenari era de 231 locuitori. Din punct de vedere etnic, majoritatea locuitorilor (50,64%) erau bulgari, existând și minorități de turci (42,42%) și romi (2,16%). Pentru 4,76% din locuitori nu este cunoscută apartenența etnică.